# 小行星3646
小行星3646（3646 Aduatiques）是一颗绕太阳运转的小行星，为主小行星带小行星。该小行星于1985年9月11日发现。

## 轨道参数
小行星3646的轨道半长轴为2.7581507 UA，离心率为0.104。